# South Park (jogo eletrônico)
South Park é um jogo eletrônico de tiro em primeira pessoa. Baseado na série de televisão com o mesmo nome, o jogo eletrônico foi desenvolvido pela Iguana Entertainment e publicado pela Acclaim em 1998 na América do Norte, e em 1999 na Europa. Mais tarde, em 1999, uma versão para Microsoft Windows apenas na América do Norte. No mesmo ano, a versão para PlayStation foi desenvolvida e publicada pela Appaloosa Interactive. Uma versão para Game Boy Color estava em desenvolvimento, mas foi cancelada pelos criadores do seriado, Matt Stone e Trey Parker, porque eles sentiram que o jogo não era adequado num console comercializado para crianças. No entanto, eles mantiveram algumas cópias da versão Game Boy Color para comemorar o que foi originalmente iniciado como o primeiro jogo eletrônico de South Park. Apesar da versão para Nintendo 64 ter sido recebida com críticas positivas, as versões para Windows e PlayStation foram recebidas negativamente.

## Jogabilidade
South Park é um jogo eletrônico de tiro em primeira pessoa. O modo único coloca o jogador no controle de um dos quatros personagens principais do seriado (Cartman, Kyle, Stan ou Kenny). O jogador deve derrotar uma variedade de inimigos usando as várias armas encontradas ao longo de cada nível para chegar ao ponto de saída no final.
Além de completar os níveis, o jogador também deve evitar que uma quantidade grande de inimigos do estágio dubbed "Tanks" cheguem à saída antes dele. Se isso ocorrer, os jogadores são forçados a defender a cidade de South Park dos "Tanques" num minigame após o nível.

### Multiplayer
No modo Head-to-Head, os jogadores selecionam um nível, personagens e estilo de jogo (tempo ou danos limitados ou intermináveis). A versão para Microsoft Windows possui o modo on-line de Head-to-Head.
Nas versões para PlayStation e Nintendo 64, os códigos são revelados quando os jogadores chegam em determinados níveis selecionados. Estes podem então ser introduzidos no decodificador "Cheesy Poofs" para desbloquear caracteres adicionais para a reprodução no modo Head-to-Head. Todos os caracteres são desbloqueados na versão do Microsoft Windows.

## História
Um misterioso cometa está se aproximando da Terra, descrito pela narração de abertura como uma força do mal em que nenhuma força do bem pode se opor. À medida que se aproxima, a cidade de South Park é assediada por inimigos, incluindo perus mutantes rabiosos, clones deformados dos habitantes da cidade, visitantes estrangeiros, robôs e brinquedos assassinos sensíveis. Stan, Kyle, Cartman e Kenny escutam sobre os perigos através do Chef, e tome as armas para investigar suas fontes e defender a cidade.

## Recepção
A recepção de South Park varia pela plataforma. No geral, o jogo foi recebido com críticas negativas para as versões do Microsoft Windows e PlayStation, enquanto a versão Nintendo 64 recebeu geralmente críticas positivas por parte dos críticos. As versões para PlayStation e PC receberam poucas críticas positivas devido à má qualidades dos gráficos, recursos visuais e voz. A versão Nintendo 64 recebeu as melhores críticas após o lançamento. O website agregador de revisões GameRankings atribuí 67,11% para a versão de Nintendo 64, enquanto a versão para Microsoft recebeu 51,72% e, 41,22% a versão de PlayStation.
GameSpot deu a versão de PlayStation uma nota de 1,4 de 10, afirmando que "South Park é definitivamente um daqueles jogos que vai surgir quando você começar a pensar no pior jogo que já jogou. Por sua vez, [[IGN] chamou a versão de PlayStation de "frustrante" devido aos gráficos ruins, repetição da dublagem e falta de valor de jogo para o modo head-to-head. A GameSpot afirmou na versão para PC que "uma boa licença e bons gráficos não são suficientes". A voz oferecida pelos atores originais foi criticada por ser repetitiva, isolada e antiga. As armas do jogo também foram criticadas por serem antiprofissionais.
Apesar da recepção negativa das versões para Windows e PlayStation, a versão para Nintendo 64 foi elogiada por seus gráficos em 3D e enredo, com o portal IGN chamando o jogo de "tão engraçado quanto a série do Comedy Central". A GameSpot afirmou na versão do Nintendo 64 que o design do nível "não é realmente muito bom por si só, mas dada a licença, pelo menos faz sentido".